# Campionato sudamericano femminile under 23 di pallavolo
Il campionato sudamericano femminile under 23 di pallavolo è una competizione pallavolistica per squadre nazionali sudamericane, organizzata con cadenza biennale dalla CSV, riservata a giocatrici con un'età inferiore di 23 anni.

## Edizioni
| Edizione                                                     | Edizione      | Podio    | Podio    | Podio |
| Anno                                                         | Organizzatore | Campione | Seconda  | Terza |
| ------------------------------------------------------------ | ------------- | -------- | -------- | ----- |
| Nel 2014 la competizione è riservata alle nazionali under 22 |               |          |          |       |
| 2014 Dettagli                                                | Colombia      | Brasile  | Colombia | Perù  |
| Dal 2016 la competizione è riservata alle nazionali under 23 |               |          |          |       |
| 2016 Dettagli                                                | Perù          | Brasile  | Colombia | Perù  |

## Medagliere
| Pos. | Squadra  | 1º posto | 2º posto | 3º posto | Totale |
| ---- | -------- | -------- | -------- | -------- | ------ |
| 1    | Brasile  | 2        | -        | -        | 2      |
| 2    | Colombia | -        | 2        | -        | 2      |
| 3    | Perù     | -        | -        | 2        | 2      |